# ماري كلير بليس
ماري كلير بليس (بالإنجليزية: Marie-Claire Blais)‏ (5 أكتوبر 1939، مدينة كيبك في كندا-2021)؛ مؤلِّفة، كاتِبة مسرحية، شاعرة وروائية كندية. درست في جامعة لافال.

## الجوائز
- زمالة غوغنهايم

## روابط خارجية
- ماري كلير بليس على موقع IMDb (الإنجليزية)
- ماري كلير بليس على موقع الموسوعة البريطانية (الإنجليزية)
- ماري كلير بليس على موقع مونزينجر (الألمانية)
- ماري كلير بليس على موقع قاعدة بيانات الفيلم (الإنجليزية)